# Platte
Platte ili Nebrasca River je velika pritoka rijeke Missouri, u sredini Sjedinjenih Američkih Država duga 500 ili 1 590 km (ako se uračuna njen najudaljeniji izvor Grizzly Creek u Coloradu.

## Zemljopisne karakteristike
Platte se stvara spajanjem rijeka North Platte i South Platte kod grada North Platte u Nebraski.
Od tamo Platte teče prema jugoistoku, obilazi Kearney, mijenjajući smjer prema sjeveroistoku. Zatim kad dođe do Fremonta ponovno zaokreće prema jugoistoku, obilazi Omahu da se kod grada Plattsmoutha izlije u Missouri. 
Kako je rijeka ekstremno plitka, što se da shvatiti iz samog imena rijeke (francuski: 
plat = plitak) to je po njoj plovidba bila nemoguća. Ali je zato široka, ravna kotlina rijeke bila glavni put, kojim su se kolonisti služili od sredine 19. stoljeća, na putu za Zapad, nakon nje išli bi dalje oregonskim ili mormonskim putem preko Stjenovitih planina. 

Danas je Platte usputna stanica za milijune ptica selica.
Platte ima sliv velik oko 233 000 km² koji se prostire po Nebraski. Na rijeci leže gradovi; Lexington, Grand Island, Columbus i Fremont. 
Najveće pritoke su mu rijeke; Loup i Elkhorn.
 
Na rijeci je izgrađeno desetak brana, s akumulacionim jezerima, a kako se velika količina njegovih voda koristi se za navodnjavanje, tako joj je širina danas bitno smanjena.

## Povezane stranice
- Missouri
- Popis najdužih rijeka na svijetu

## Vanjske poveznice
- Platte River na portalu Encyclopædia Britannica (engl.)